# Бент-функція

Двійкові бент-функції з відстанню Геммінга, що дорівнює 1 і нелінійністю

Нелінійність бент-функції дорівнює

Бент-функція (від англ. bent — вигнутий, нахилений) — булева функція з парним числом змінних, для якої відстань Геммінга від множини афінних булевих функцій з тим самим числом змінних найбільша. Бент-функції в цьому сенсі мають найбільший ступінь нелінійності серед усіх функцій з даним числом змінних і завдяки цьому широко застосовуються в криптографії для створення шифрів, максимально стійких до методів лінійного та диференціального криптоаналізу.
Близьким за змістом є термін «максимально нелінійна функція», кількість змінних таких функцій не обмежується парними числами. Максимально нелінійна функція з парною кількістю змінних є бент-функцією.

## Визначення
Відстань Геммінга для двох булевих функцій n змінних — кількість відмінностей у значеннях цих функцій на повній множині 2n наборів змінних.
Афінна (лінійна) булева функція — булева функція, поліном Жегалкіна якої не має нелінійних членів, тобто членів, що є кон'юнкцією декількох змінних.
Ступінь нелінійності булевої функції deg(f) — число змінних у найдовшому доданку її полінома Жегалкіна.
Нелінійність булевої функції N(f) — відстань Геммінга від даної функції до множини всіх афінних функцій.

## Історія
Бент-функції запровадив у 1960-х роках Оскар Ротгауз (1927—2003), який тоді (від 1960 до 1966 року) працював у Інституті оборонного аналізу (IDA), де займався криптографічними дослідженнями. Його перша робота з бент-функцій відноситься до 1966 року, проте вона була засекречена й у відкритій пресі з'явилася тільки 1976 року.
У 1960-х роках В. А. Єлісєєв та О. П. Степченков досліджували бент-функції в СРСР, проте їхні роботи досі засекречено. Відомо, що вони називали бент-функції «мінімальними функціями» і запропонували побудову Макфарланда ще 1962 року.

## Властивості
Нелінійність бент-функцій із кількістю змінних n (n — парне) визначається співвідношенням:
{\displaystyle N(f)=2^{n-1}-2^{{\frac {n}{2}}-1}}.
Для максимально нелінійних функцій з непарним числом змінних точного виразу нелінійності невідомо.

## Приклади бент-функцій
Нижче наведено приклади бент-функцій чотирьох, шести та восьми змінних.
{\displaystyle n=4:f_{1}(X)=x_{1}x_{3}\oplus x_{2}x_{4};N(f_{1})=6;}
{\displaystyle n=6:f_{2}(X)=x_{1}x_{2}x_{3}\oplus x_{1}x_{4}\oplus x_{2}x_{5}\oplus x_{3}x_{6};N(f_{2})=28;}
{\displaystyle n=8:f_{3}(X)=x_{1}x_{2}x_{3}\oplus x_{2}x_{4}x_{5}\oplus x_{1}x_{2}\oplus x_{1}x_{4}\oplus x_{2}x_{6}\oplus x_{3}x_{5}\oplus x_{4}x_{5}\oplus x_{7}x_{8};N(f_{3})=120;}
{\displaystyle n=8:f_{4}(X)=x_{1}x_{2}x_{3}\oplus x_{2}x_{4}x_{5}\oplus x_{3}x_{4}x_{6}\oplus x_{1}x_{4}\oplus x_{2}x_{6}\oplus x_{3}x_{4}\oplus x_{3}x_{5}\oplus x_{3}x_{6}\oplus x_{4}x_{5}\oplus x_{4}x_{6}\oplus x_{7}x_{8};N(f_{4})=120.}

## Монографія
У книзі наведено докладний огляд результатів у галузі бент-функцій. Розглянуто історію відкриття бент-функцій, описано їх застосування в криптографії та дискретній математиці. Досліджуються основні властивості та еквівалентні подання бент-функцій, класифікації бент-функцій від малої кількості змінних, комбінаторні та алгебричні побудови бент-функцій, зв'язок бент-функцій з іншими криптографічними властивостями. Вивчаються відстані між бент-функціями та група автоморфізмів бент-функцій. Розглянуто верхні та нижні оцінки числа бент-функцій та гіпотези про його асимптотичне значення. Наведено докладний систематичний огляд 25 різних узагальнень бент-функцій, розглянуто відкриті питання в цій галузі. Книга 2015 року містить понад 125 теорем про бент-функції та суттєво розширює книгу, опубліковану 2011 року.